# Шишма (Альшеєвський район)
Шишма́ (рос. Шишма, башк. Шишмә) — присілок у складі Альшеєвського району Башкортостану, Росія. Входить до складу Ібраєвської сільської ради.
До 10 вересня 2007 року присілок називався Хозяйства Заготскота.
Населення — 158 осіб (2010; 195 в 2002).
Національний склад:
- башкири — 64 %